# Maison Yversen
La Maison Yversen est un monument historique de Gaillac, dans le département français du Tarn.

## Historique
Cette maison fut la résidence de Jean d'Yversen, chargé d’affaires d’Henri II à Raguse puis à Constantinople auprès de Soliman le Magnifique (1557-1558). Premier consul de Gaillac et Capitaine de la Tour de Couffouleux, il joua un rôle de conciliateur durant les guerres de religion à Gaillac.
Le bâtiment, très transformé au XIXe siècle, a conservé quelques ouvertures de la Renaissance sur la façade de la rue de Foulcraud. Sa porte a été inscrite à l'inventaire des Monuments historiques en 1927.